# Замок Серпа
Замок Серпа (порт. Castelo de Serpa) — средневековый замок в Португалии в деревне Салвадор, близ города Серпа, округ Бежа. Расположен на левом берегу реки Гвадиана, поблизости от замков Мора, Мертола и Нодар.

## История
Считается, что на месте замка при римском господстве был построен форт для защиты торговых путей через Алентежу. С падением Римской империи форт и его окрестности были заняты вандалами, вестготами, а затем мусульманами, которые занялись его укреплением.
Во время Реконкисты на Пиренейском полуострове Серпа и форт были завоеваны войсками под командованием Афонсу Энрикеша (1112—1185). Однако в результате рейда правителя Альмохадов Абу Юсуф Якуб аль-Мансура к реке Тежу (1191) город и форт вернулись в руки мусульман. Позже силы короля Саншу II вновь овладели окрестностями Серпы в 1232 году и были переданы королём его брату Ферднанду.
Два десятилетия спустя Афонсу III (1248—1279) завершил завоевание Алгарве, но Альфонсо X Кастильский предъявил свои претензии на эти земли. Домен Серпа и земли за рекой Гвадиана в итоге были переданы Кастилии монарха в 1271 году, но в 1283 году перешли во владение королевы Беатрис, дочери Альфонсо X и вдове короля Афонсу III, а также матери короля Диниша I (1279—1325). После закрепления Серпы в руках португальцев город получил фуэрос, а также в 1295 году было принято решение о строительстве полноценного замка, используя сохранившиеся от мусульман глинобитные стены. На нужды строительства Ависский орден пожертвовал треть дохода от церквей Моуры и Серпы.
В ходе кризиса преемственности 1383—1385 годов Серпа и замок были заняты сторонниками Ависского ордена, став базой португальских войск при отражении нескольких вторжений с испанской территории.
Во время правления короля Мануэля I (1495—1521) замок Серпа был изображен в «Дуарте де Армас» («Книге Крепостей», 1509), где был представлен в довольно внушительном и величественном виде — укрепленный башнями цилиндрической формы и с двойной линией стен. В 1513 году город и замок были подарены короной принцу Луишу, герцогу Бежа.
В ходе кризиса престолонаследия 1580 года плохо подготовленный замок капитулировал перед испанскими войсками под командованием Санчо д`Авилы (1580). После войны за независимость Португалии он был модернизирован по проекту французского военного инженера Николя Лангра, однако работы не были доведены до конца. Так, бастион, который должен защищать Серпу и деревню Салвадор, — Форт-Сен-Педру-де-Серпа, — был завершен лишь к 1668 году.
Во время войны за испанское наследство, после вывода испанских войск герцога Осунны (1707), в замке взорвался пороховой погреб, уничтожив одну из башен. Постепенно замок приходил в запустение и к 1870 году перенес несколько обвалов кладки стен и башен.
30 января 1954 года замок Серпа был объявлен национальным памятником, и началась его реставрация. В 1958 году был восстановлен акведук. Позже, в 1973 году, были проведены работы по восстановлению стен и лестниц, в следующем году были реконструированы ворота «Порта де Моура» и обновлена штукатурка Часовой башни. Далее замок перенес еще несколько реставраций.
В 2000 году сильные ливни и ураган повредили одну из стен замка.

## Архитектура
Замок стоит в центре фрегезии Салвадор, на уровне 230 метров над морем, и имеет квадратную планировку. Стены укреплены полукруглыми и квадратными башнями, увенчанными призматическими зубцами. Первоначально замок имел трое массивных ворот («Порта де Моура» на севере, «Порта де Бежа» на северо-востоке, «Порта де Севилья» на юге, последние ныне не существуют) с двумя круглыми башнями по бокам каждые. С запада к замковой стене примыкает акведук.
Также частично сохранился барбакан, в котором ныне расположен Археологический музей Серпы, где представлены находки периодов палеолита, неолита, бронзового века и римских времен.
Рядом с церковью Санта-Мария (бывшей мусульманской мечетью) стоит Часовая башня, квадратного сечения, с колоколом и изящными зубцами.

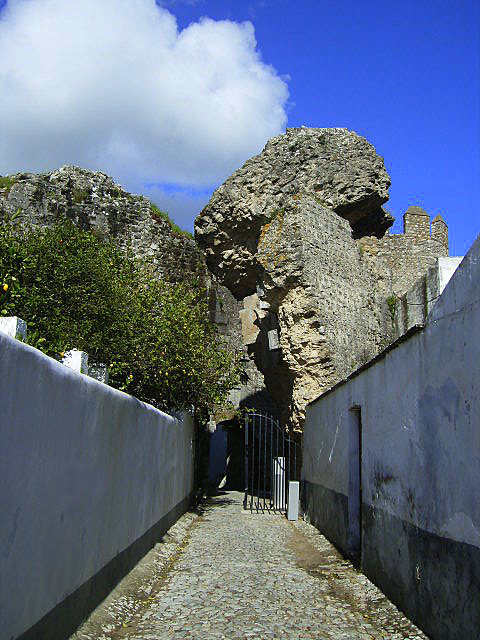
Часть стены замка.
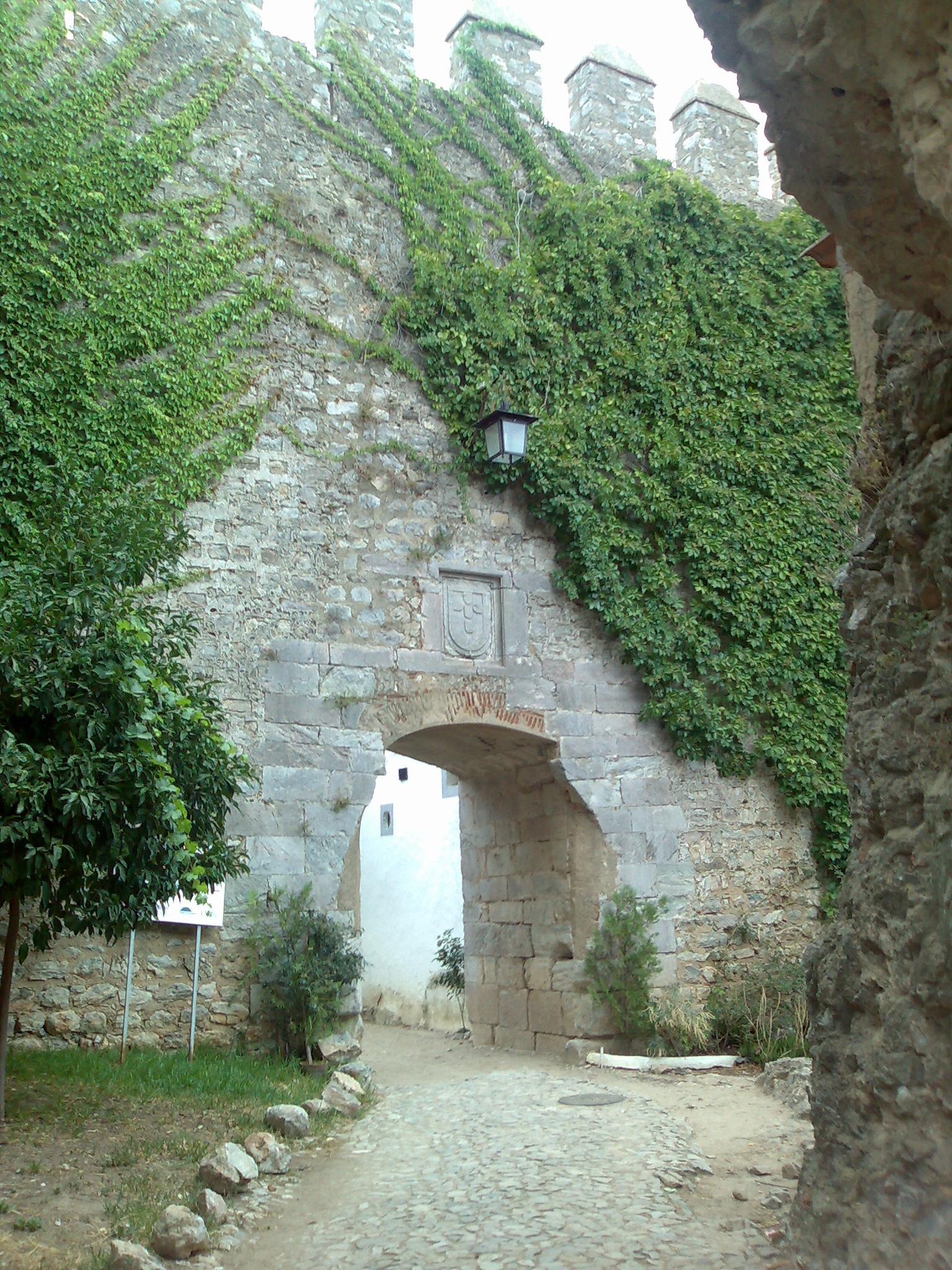
Ворота замка.
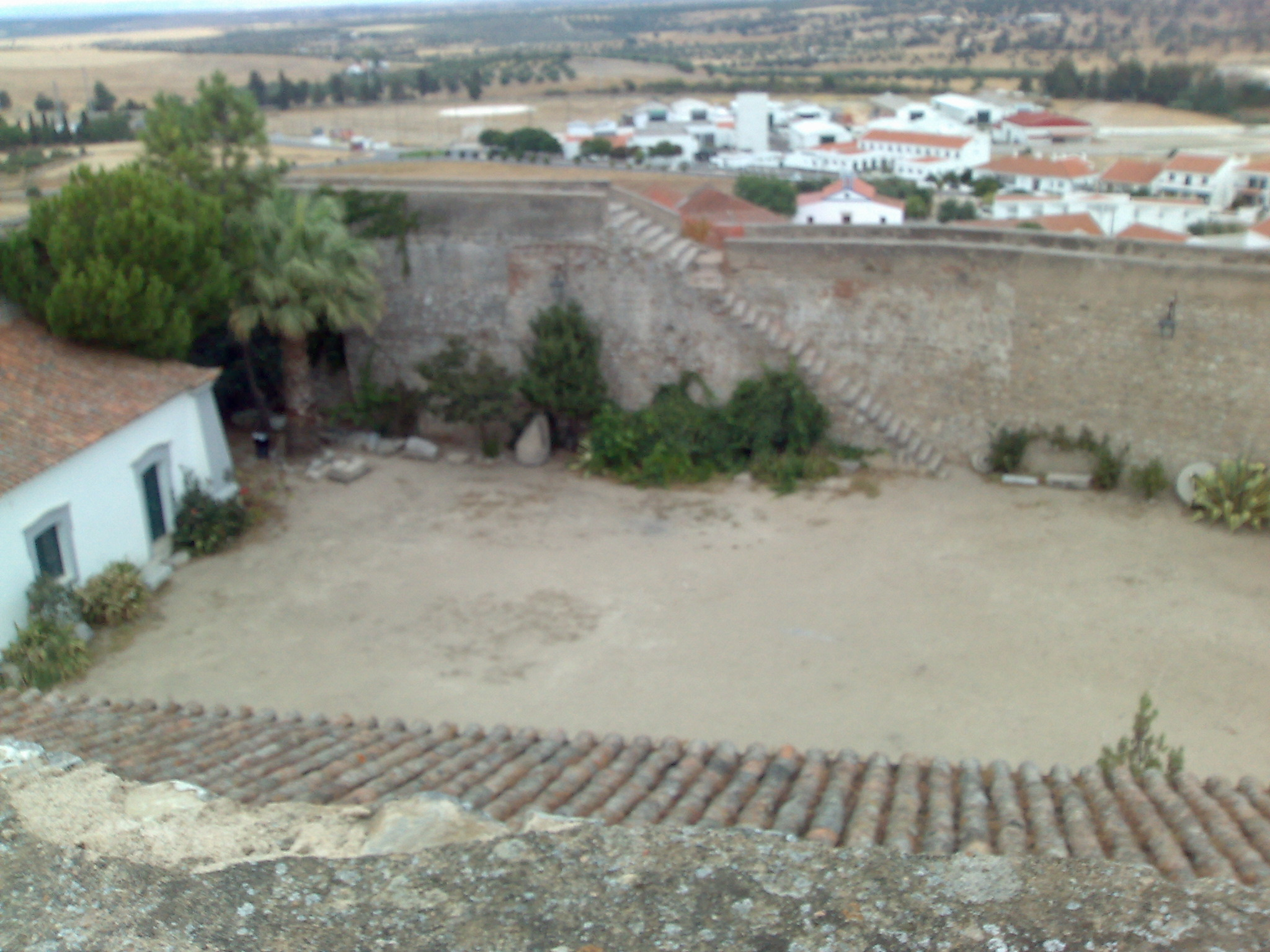
Часть внутреннего двора.
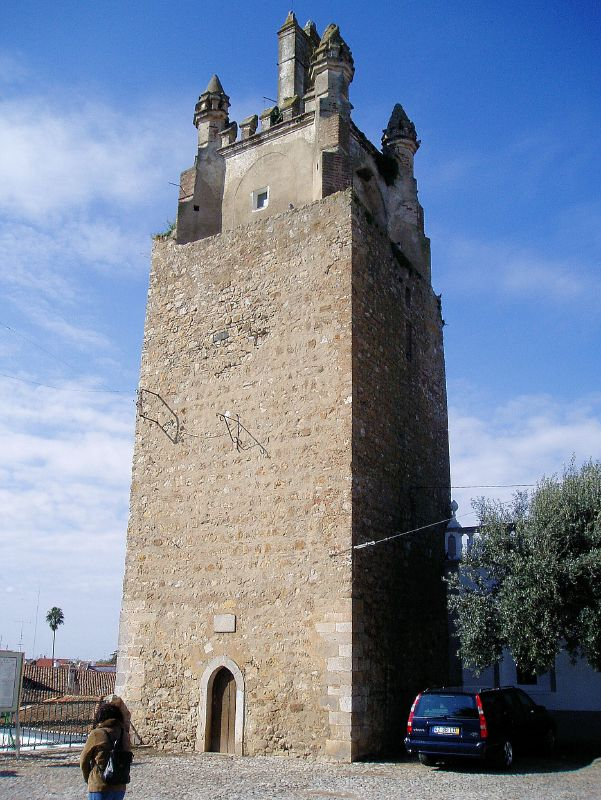
Часовая башня.